# Lijst van monumenten in Suriname
Dit is een lijst van monumenten in Suriname.
In 2025 is ongeveer 20% van de 300 panden ernstig vervallen. Rond de helft is in goede staat.

## District Commewijne
District Commewijne kent de volgende monumenten:
| Omschrijving                                                                                           | Bouwjaar | Adres | Coördinaten                   | Objectnummer? | Afbeelding                    |
| --- | -------- | ----- | ----------------------------- | ------------- | ----------------------------- |
| Fort Nieuw Amsterdam                                                                                   |          |       | 5° 53' 17" NB, 55° 5' 30" WL  | ACO 001       | Meer afbeeldingen Upload foto |
| Plantage Frederiksdorp (plantagehuis en voormalige politiepost)                                        |          |       | 5° 53' 21" NB, 55° 2' 1" WL   | ACO 002       | Meer afbeeldingen Upload foto |
| Plantage Mariënbosch (plantagehuis, restant cacaoloods)                                                |          |       |                               |               | Meer afbeeldingen Upload foto |
| Plantage Alliance (plantagehuis, fundering emplacement suikerfabriek, stoep hospitaal en Gummelssluis) |          |       |                               |               | Meer afbeeldingen Upload foto |
| Plantage Mariënburg (directeurswoning, loods, magazijn, stafwoning en bakstenen waterreservoir)        |          |       | 5° 52' 25" NB, 55° 2' 53" WL  | ACO 006       | Meer afbeeldingen Upload foto |
| Plantage Peperpot (plantagehuis, koffieloods, opzichterswoning, koffiefabriek en kampong)              |          |       | 5° 46' 5" NB, 55° 7' 29" WL   | ACO 103       | Meer afbeeldingen Upload foto |
| Plantage Wederzorg (koffieloods) Bakki (woonhuis)                                                      |          |       |                               |               | Meer afbeeldingen Upload foto |
| Plantage Zorgvliet (plantagehuis, restant fabriek)                                                     |          |       | 5° 50' 25" NB, 55° 1' 41" WL  | ACO 105       | Meer afbeeldingen Upload foto |
| Plantage Spieringshoek (plantagehuis)                                                                  |          |       | 5° 52' 33" NB, 54° 58' 21" WL | ACO 104       | Meer afbeeldingen Upload foto |
| Plantage Leliëndaal (domineewoning, Kinderhuis Leliëndaal)                                             |          |       | 5° 50' 41" NB, 55° 2' 6" WL   | ACO 005       | Meer afbeeldingen Upload foto |
| Plantage Alkmaar (Kinderhuis Sukh Dhaam, 2 bakstenen sluizen)                                          |          |       |                               |               | Meer afbeeldingen Upload foto |
| Plantage Suzanna’s Daal (bakstenen sluis)                                                              |          |       |                               |               | Meer afbeeldingen Upload foto |

## District Coronie
District Coronie kent de volgende monumenten:
| Omschrijving                                                                                         | Bouwjaar | Adres | Coördinaten | Objectnummer? | Afbeelding                    |
| --- | -------- | ----- | ----------- | ------------- | ----------------------------- |
| Ambtswoning van de DC (Districtscommissaris)                                                         |          |       |             | ACOR 001      | Meer afbeeldingen Upload foto |
| Staatslogeergebouw te Totness                                                                        |          |       |             | ACOR 002      | Meer afbeeldingen Upload foto |
| De EBGS kerk te Totness                                                                              |          |       |             | ACOR 003      | Meer afbeeldingen Upload foto |
| De EBGS kerk te Hamilton                                                                             |          |       |             | ACOR 005      | Meer afbeeldingen Upload foto |
| De EBGS kerk te Salem                                                                                |          |       |             | ACOR 007      | Meer afbeeldingen Upload foto |
| Rooms-katholieke kerk ‘Maria Onbevlekte Ontvangenis’ te Mary's Hope, pastorie, zustershuis en school |          |       |             | ACOR 004      | Meer afbeeldingen Upload foto |
| Rooms-katholieke begraafplaats te Mary's Hope                                                        |          |       |             |               | Meer afbeeldingen Upload foto |
| Rooms-katholieke kerk te Burnside                                                                    |          |       |             | ACOR 006      | Meer afbeeldingen Upload foto |

## District Nickerie
District Nickerie kent de volgende monumenten:
| Omschrijving           | Bouwjaar | Adres                        | Coördinaten | Objectnummer? | Afbeelding                    |
| ---------------------- | -------- | ---------------------------- | ----------- | ------------- | ----------------------------- |
| Woonhuis               |          | Nw. Nickerie, Annastraat     |             | BNI 119       | Upload foto                   |
| Districtscommissariaat |          | Nw. Nickerie, Bharosstr. 86  |             | BNI 120       | Meer afbeeldingen Upload foto |
| EBG kerk               |          | Nw. Nickerie, G.G.Maynardst  |             | BNI 121       | Meer afbeeldingen Upload foto |
| EBG Pastorie           |          | Nw. Nickerie, G.G.Maynardst  |             | BNI 122       | Upload foto                   |
| Woonhuis               |          | Nw. Nickerie, L.H. Wixstraat |             | BNI 123       | Upload foto                   |
| Ebenhaezerkerk         |          | Nw. Nickerie , Westkanaalstr |             | BNI 124       | Meer afbeeldingen Upload foto |

## District Para
District Para kent het volgende monument:
| Omschrijving              | Bouwjaar | Adres | Coördinaten                   | Objectnummer? | Afbeelding                    |
| ------------------------- | -------- | ----- | ----------------------------- | ------------- | ----------------------------- |
| Jodensavanne en Cassipora |          |       | 5° 25' 60" NB, 54° 58' 60" WL | APA 001       | Meer afbeeldingen Upload foto |

## Paramaribo
De stad Paramaribo kent 286 monumenten. Zie lijst van monumenten in Paramaribo voor een 
overzicht.

## District Saramacca
District Saramacca kent de volgende monumenten:
| Omschrijving                                         | Bouwjaar | Adres | Coördinaten | Objectnummer? | Afbeelding                    |
| ---------------------------------------------------- | -------- | ----- | ----------- | ------------- | ----------------------------- |
| Fort Groningen                                       |          |       |             | ASAR 001      | Meer afbeeldingen Upload foto |
| Gevangenis te Groningen                              |          |       |             | CSAR 001      | Meer afbeeldingen Upload foto |
| Ambtswoning van de districtscommissaris te Groningen |          |       |             | ASAR 002      | Meer afbeeldingen Upload foto |
| Logeergebouw van de EBS                              |          |       |             | ASAR 003      | Meer afbeeldingen Upload foto |
| Oude pastorie van de EBGS                            |          |       |             | CSAR 003      | Meer afbeeldingen Upload foto |
| Woning van de politiecommandant                      |          |       |             | BSAR 001      | Upload foto                   |